# Isla Brabante

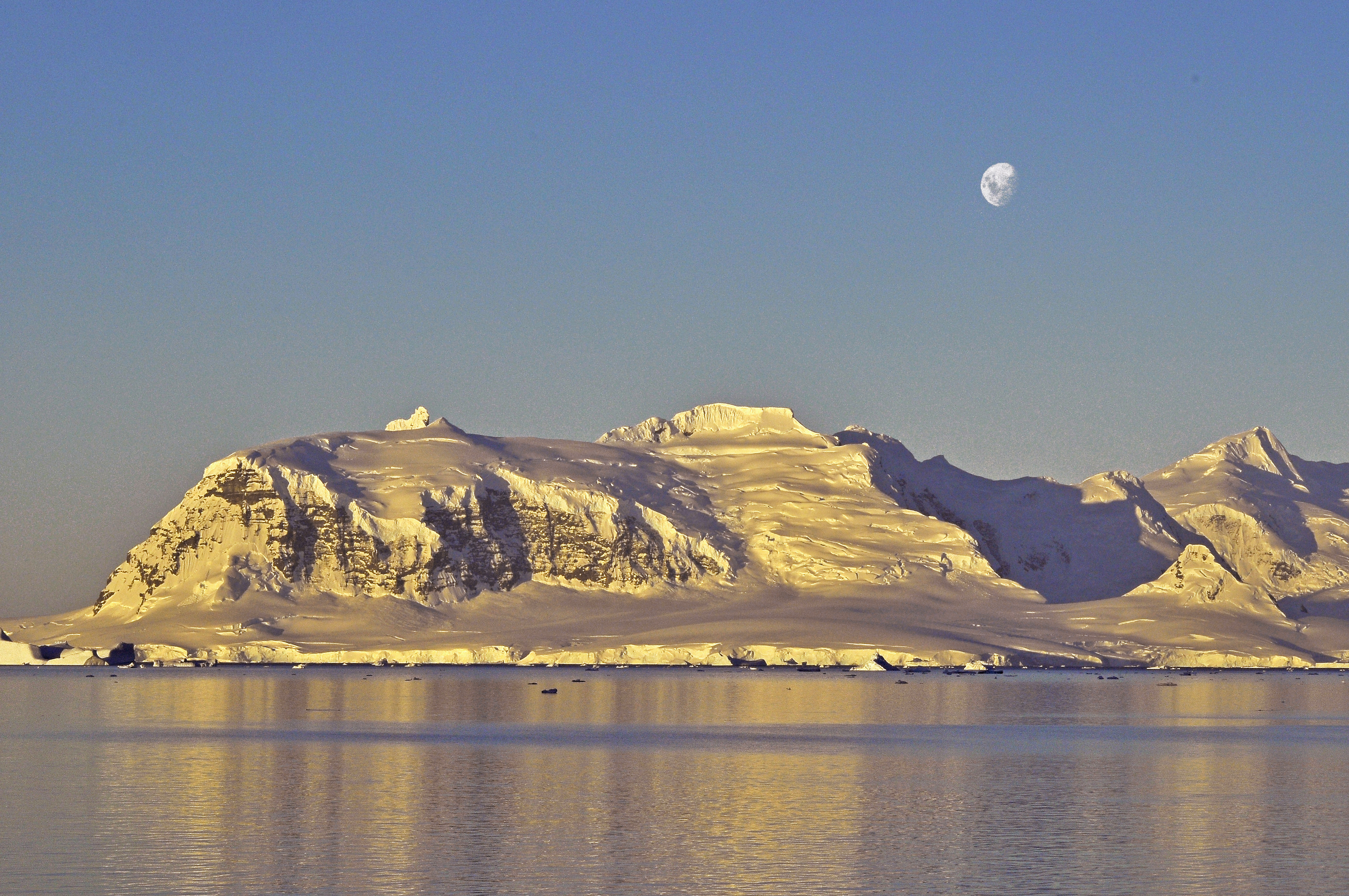
Puesta de sol sobre el extremo sur de la isla.

La isla Brabante o Brabant es la segunda en extensión del archipiélago Palmer, adyacente a la costa nororiental de la península Antártica. Brabante se ubica entre la isla Lieja al noreste y la isla Anvers al suroeste, separadas por el canal Schollaert. El estrecho de Gerlache separa a Brabante de la Costa Danco, que forma parte de la península Antártica. Se localiza a 64°25′S 62°33′O / -64.417, -62.550.
Tiene unos 53 km de largo por 26 km de ancho, alcanza los 2520 m de altitud en el monte Parry.
Destacan en la litoral la bahía Bouquet al noreste, la punta Claude al noroeste, la bahía Dallmann al oeste.
Fue bautizada por la Expedición Antártica Belga de 1897-1899 al mando de Adrien de Gerlache, en honor a la antigua provincia de Brabante en Bélgica (hoy Bruselas, Brabante Valón y Brabante Flamenco), en reconocimiento al apoyo brindado por sus ciudadanos a la expedición.

## Reclamaciones territoriales
Argentina incluye a la isla en el departamento Antártida Argentina dentro de la provincia de Tierra del Fuego, Antártida e Islas del Atlántico Sur; para Chile forma parte de la comuna Antártica de la provincia Antártica Chilena dentro de la Región de Magallanes y de la Antártica Chilena; y para el Reino Unido integra el Territorio Antártico Británico. Las tres reclamaciones están sujetas a los términos del Tratado Antártico.
Nomenclatura de los países reclamantes: 
- Argentina: isla Brabante
- Chile: isla Brabante
- Reino Unido: Brabant Island